# Rana sakuraii
Rana sakuraii es una especie de anfibio anuro de la familia Ranidae.

## Distribución geográfica
Esta especie es endémica de Japón. Habita hasta 1000 m sobre el nivel del mar en la parte central de la isla Honshū, en las regiones de Kantō, Chūbu y Kansai.

## Descripción
Rana sakuraii mide de 38 a 45 mm para los machos y de 43 a 60 mm para las hembras. Esta especie está muy cerca de Rana tagoi, sin embargo, sus períodos y sus sitios de reproducción son diferentes, así como las canciones de los machos.

## Etimología
Esta especie lleva el nombre en honor a Atsushi Sakurai, un fotógrafo que lo descubrió en 1978.

## Publicación original
- Matsui & Matsui, 1990 : A new brown frog (genus Rana) from Honshu, Japan. Herpetologica, vol. 46, n.º 1, p. 78-85.[4]